# Upphärads socken
Upphärads socken i Västergötland ingick i Flundre härad, ingår sedan 1971 i Trollhättans kommun och motsvarar från 2016 Upphärads distrikt.
Socknens areal är 53,73 kvadratkilometer varav 52,79 land. År 2000 fanns här 1 278 invånare.  Kyrkbyn Upphärad med sockenkyrkan Upphärads kyrka ligger i socknen.   

## Administrativ historik
Socknen har medeltida ursprung. 
Vid kommunreformen 1862 övergick socknens ansvar för de kyrkliga frågorna till Upphärads församling och för de borgerliga bildades Upphärads landskommun.  Landskommunen inkorporerades 1952 i Flundre landskommun som upplöstes 1971 då denna del uppgick i Trollhättans kommun. Församlingen överfördes 2010 från Göteborgs stift till Skara stift  och uppgick 1 januari 2023 i Rommele församling..
1 januari 2016 inrättades distriktet Upphärad, med samma omfattning som församlingen hade 1999/2000. 
Socknen har tillhört län, fögderier, tingslag och domsagor enligt vad som beskrivs i artikeln Flundre härad. De indelta soldaterna tillhörde Västgöta regemente, Barne kompani och de indelta båtsmännen tillhörde Västergötlands båtsmanskompani..

## Geografi
Upphärads socken ligger söder om Trollhättan med sjön Vanderydsvattnet (delas med Lagmansereds socken i Trollhättans socken, Ale-Skövde socken i Lilla Edets kommun och Hålanda socken i Ale kommun) i öster och Gravlången (delas med Rommele och Fors socknar i Trollhättans kommun samt Tunge och Ale-Skövde socknar i Lilla Edets kommun) i väster. Socknen är i sin central del en uppodlad slättbygd som omges av skogsbygd.

## Fornlämningar
Några boplatser och två hällkistor från stenåldern är funna. Från bronsåldern finns gravrösen och skålgropsförekomster. Från järnåldern finns två mindre gravfält och en fornborg.

## Befolkningsutveckling
Befolkningen ökade från 586 1810 till 866 1870 varefter den minskade till 252 1970 då den var som minst under 1900-talet. därefter vände folkmängden uppåt igen till 499 1990.

## Namnet
Namnet skrevs 1486 Wpheäret är ett bygdenamn med betydelsen 'bygden längre upp' då i förhållande till Göta älv. Namnet innehåller härad, 'bygd'.